# Kladruby (okres Strakonice)
Kladruby jsou obec v okrese Strakonice v Jihočeském kraji. Leží zhruba deset kilometrů západně od Strakonic. Žije v ní 133 obyvatel.

## Historie
První písemná zmínka o obci pochází z roku 1405.

## Přírodní poměry
Obec leží při severním okraji Šumavského podhůří (podcelek Bavorovská vrchovina, okrsek Prácheňská pahorkatina).

## Obyvatelstvo
| Rok            | 1869 | 1880 | 1890 | 1900 | 1910 | 1921 | 1930 | 1950 | 1961 | 1970 | 1980 | 1991 | 2001 | 2011 | 2021 |
| -------------- | ---- | ---- | ---- | ---- | ---- | ---- | ---- | ---- | ---- | ---- | ---- | ---- | ---- | ---- | ---- |
| Počet obyvatel | 255  | 300  | 347  | 304  | 302  | 310  | 264  | 227  | 249  | 220  | 169  | 139  | 133  | 139  | 138  |
| Počet domů     | 38   | 48   | 49   | 50   | 48   | 50   | 54   | 58   | 54   | 52   | 49   | 56   | 59   | 60   | 63   |

## Obecní správa
Mezi lety 1850–1976 Kladruby byly obcí v okrese Strakonice (1850–1930), posléze v okrese Horažďovice (1950) a později opět v okrese Strakonice. Od 1. dubna 1976 do 31. prosince 1991 patřily jako část obce k Volenicím a od 1. ledna 1992 jsou opět samostatnou obcí.

### Obecní symboly
Znak a vlajka byly obci uděleny rozhodnutím předsedy Poslanecké sněmovny Parlamentu České republiky dne 18. dubna 2014.

## Pamětihodnosti
- Kaple Nejsvětější Trojice
- Zámek Kladruby
- Zámecký park s romanticky upravenou zříceninou kladrubské tvrze, ve kterém roste památný strom zvaný Dračí jilm[8]

## Osobnosti
- Jiří Meitner (* 1958), malíř a grafik, v obci dlouhodobě trvale žije. V obci vyhotovil rozsáhlé nástěnné malby, například v prostorách hospody U Draka. Známé jsou i jeho krajinářské výjevy jihočeské přírody, které z velké části vznikaly v přilehlém okolí.

## Galerie

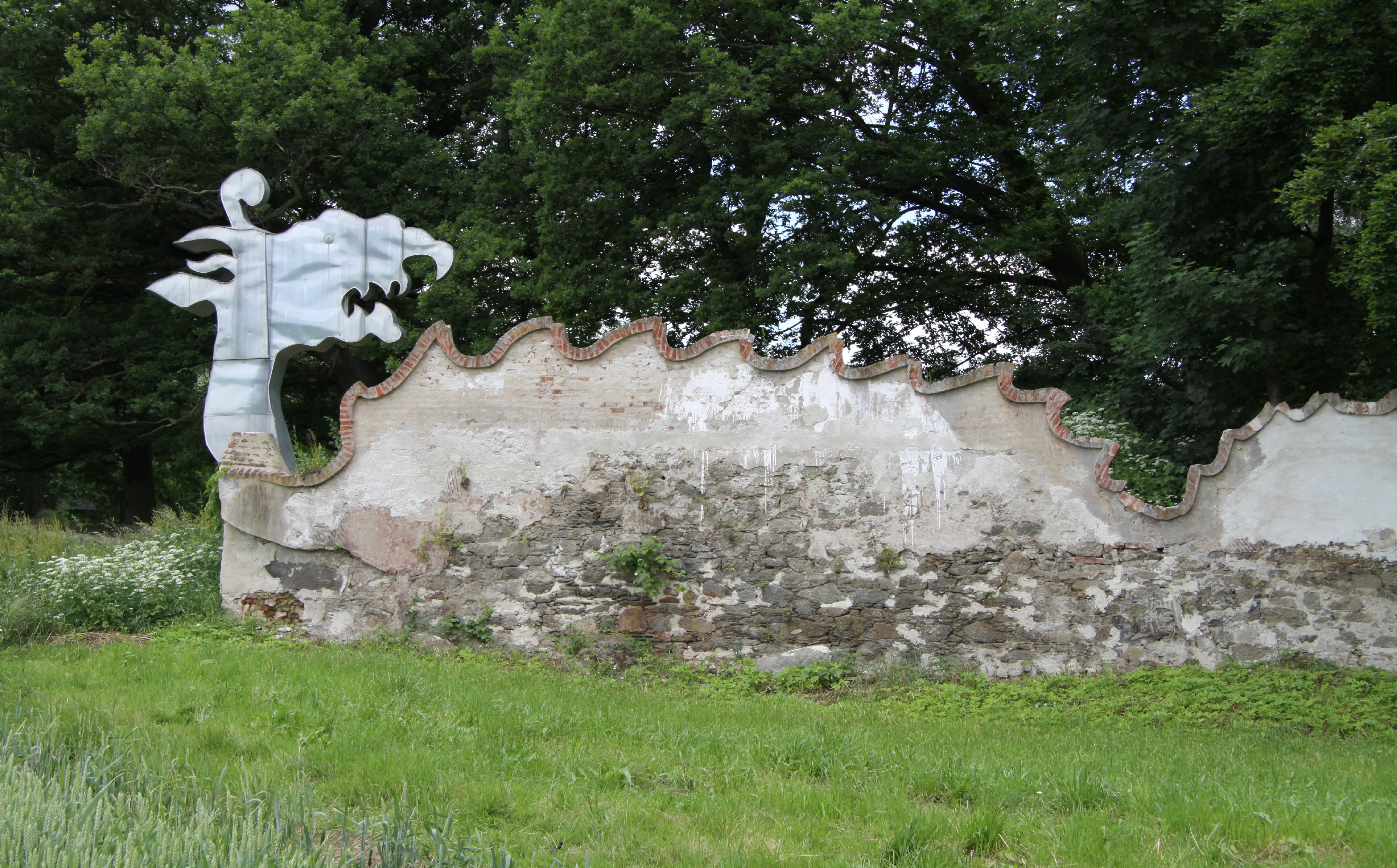
Drak na zdi
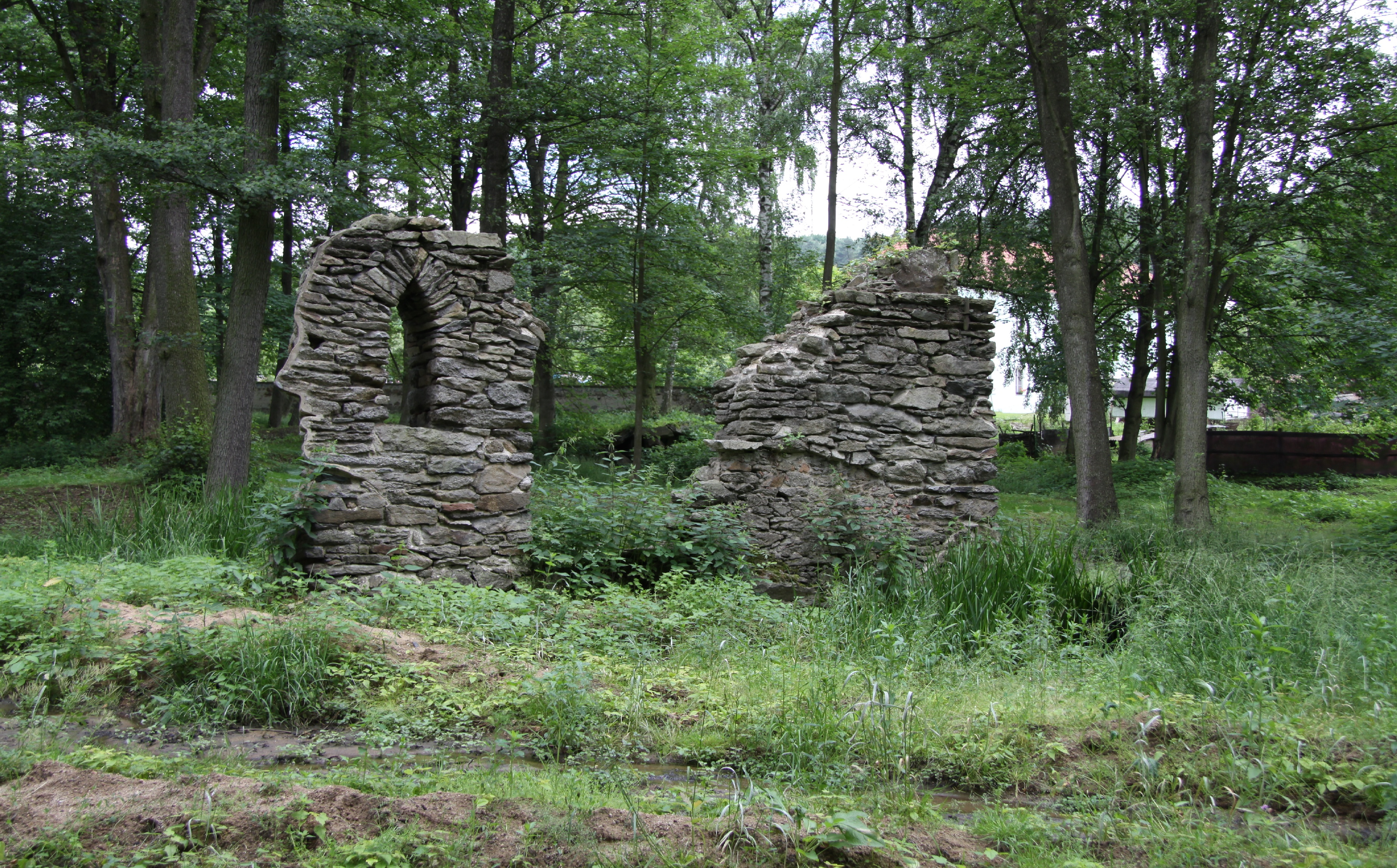
Profily bývalých majitelů na vodní tvrzi